# Тромпчиньский, Витольд
Витольд Тромпчиньский (пол. Witold Trąmpczyński) (22 октября 1909 года, Подлесье, Провинция Позен, Королевство Пруссия, Германская империя — 18 февраля 1982 года, Варшава, Польская Народная Республика) — польский государственный деятель, экономист, дипломат.

## Биография
Сын маршала Сейма Польши в 1919—1922 годах и Сената Польши в 1922—1927 годах, Войцеха Тромпчиньского.
Закончил Городскую гимназию в Оструве-Велькопольском. Выпускник и доктор honoris causa Университета имени Адама Мицкевича в Познани. Профессор Ягеллонского университета в Кракове и Высшей школы планирования и статистики в Варшаве. Руководил кафедрой, а затем институтом международных хозяйственных отношений Высшей школы планирования и статистики. Один из основателей Польского экономического общества в 1945 году.
В 1945—1950 годах главный директор, а с 27 сентября 1950 по 18 декабря 1956 президент, Национального польского банка. В сентябре 1950 по декабрь 1956 государственный подсекретарь (заместитель министра) в Министерстве финансов ПНР. С 9 декабря 1956 по 22 декабря 1968 министр зарубежной торговли ПНР в правительствах Юзефа Циранкевича. С декабря 1968 по октябрь 1971 заместитель председателя Плановой комиссии при Совете Министров ПНР. С февраля по октябрь 1971 был исполняющим обязанности председателя этой комиссии.
Член Польской объединённой рабочей партии (ПОРП) с момента её создания в 1948 году. С июня 1964 по декабрь 1971 кандидат в члены ЦК ПОРП. Депутат Сейма ПНР V созыва с 27 июня 1969 по 21 декабря 1971 года по списку ПОРП от избирательного округа № 1 (Варшава-Средместье).
В 1971—1978 годах посол Польской Народной Республики в Соединённых Штатах Америки.
Скончался 18 февраля 1982 года. Похоронен на кладбище Воинские Повонзки в Варшаве.

## Награды
- Орден Строителей Народной Польши (1979)[1]
- Командор ордена Polonia Restituta[1]
- Офицер ордена Polonia Restituta[1]
- Кавалер ордена Polonia Restituta[1]
- Орден «Знамя Труда» II класса (1951)[1][2]